# Jewgienija Łalenkowa
Jewgienija Michajłowna Łalenkowa z d. Dmitrijewa (ros. Евгения Михайловна Лаленкова z d. Дмитриева, ur. 8 września 1990 w Czerepowcu) – rosyjska panczenistka, dwukrotna medalistka mistrzostw świata.

## Kariera
Po raz pierwszy na arenie międzynarodowej Jewgienija Dmitrijewa pojawiła się w 2009 roku, zajmując 26. miejsce w wieloboju podczas mistrzostw świata juniorów w Zakopanem. Na rozgrywanych rok później mistrzostwach świata juniorów w Moskwie była piąta na tym samym dystansie i w biegu drużynowym. Wśród seniorek jej najlepszym wynikiem jest szóste miejsce na wielobojowych mistrzostwach świata w Hamar. W poszczególnych biegach zajmowała tam ósme miejsce na 500 m, szóste na 3000 m, ósme na 1500 m oraz siódme na dystansie 5000 m. Szósta była także w biegu drużynowym podczas dystansowych mistrzostw świata w Inzell. Wielokrotnie startowała w zawodach Pucharu Świata, jednak jak dotąd nie stanęła na podium. Nie brała też udziału w igrzyskach olimpijskich.